# 维斯塔尔 (纽约州)
维斯塔尔（英語：Vestal）是美国纽约州布鲁姆县的一个镇，地处布鲁姆县南端、宾汉姆顿以西，位于萨斯奎哈纳河与宾夕法尼亚州州界之间。2020年美国人口普查时，该镇有29100人。宾汉姆顿大学即坐落于该镇。